# Phalanger sericeus
Phalanger sericeus är en pungdjursart som beskrevs av Thomas 1907. Phalanger sericeus ingår i släktet kuskusar och familjen klätterpungdjur. IUCN kategoriserar arten globalt som livskraftig.
Pungdjuret förekommer på Nya Guinea. Arten vistas där i 1 500 till 3 900 meter höga bergstrakter. Habitatet utgörs av fuktiga skogar och människans odlingar.

## Underarter
Arten delas in i följande underarter:
- P. s. occidentalis
- P. s. sericeus